# Joseph Vivien

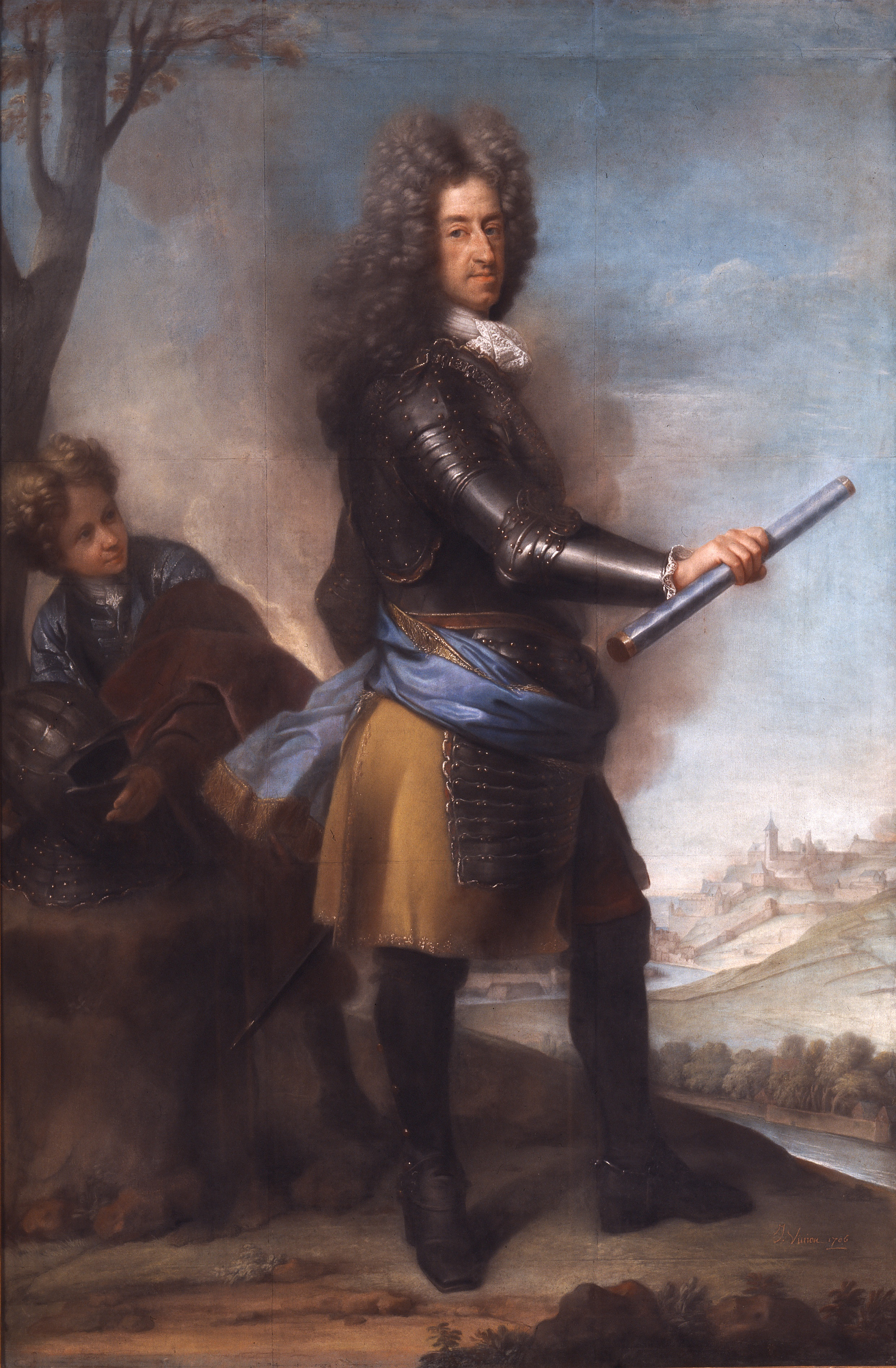
Porträt des bayerischen Kurfürsten Max Emanuel vor der Stadt Mons mit einem Pagen (seinem filius illegitimus, dem späteren Comte de Baviére?)

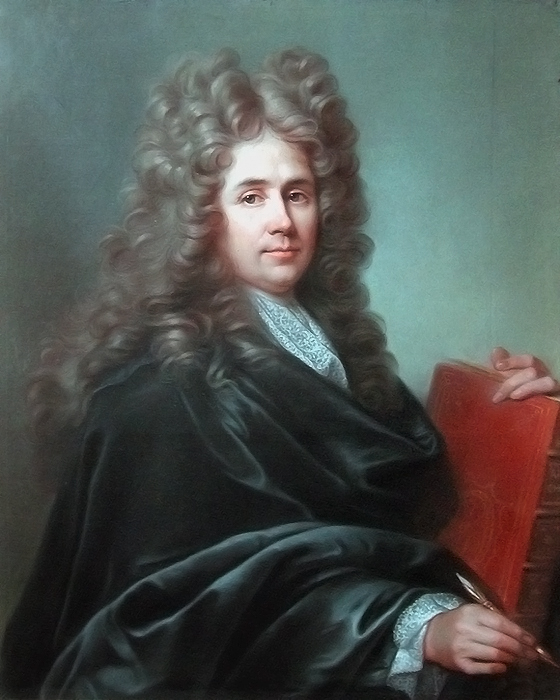
Porträt des Architekten Robert de Cotte von Joseph Vivien

Joseph Vivien (* 1657 in Lyon; † 5. Dezember 1734 in Bonn) war ein französischer Porträtist, der vor allem durch Pastellmalerei hervortrat.

## Leben
In Lyon geboren, wurde er am 30. März 1657 getauft. Mit 20 Jahren wurde er in Paris Schüler von François Bonnemer (1638–1689) und von Charles Le Brun. 1698 wurde er vorläufiges Mitglied (frz.: agréé) an der Académie royale de peinture et de sculpture in Paris, 1701 Mitglied und 1703 Conseiller.
Wohl durch Vermittlung Agnes Le Louchiers war er 1699 erstmals in Brüssel für Kurfürst Max Emanuel von Bayern tätig. 1704 war er erneut in Brüssel, 1706 und 1710 hatte er Aufenthalte in München. Ab 1712 lebte er wieder in Paris und nach 1716 erneut in München. Zwischenzeitlich arbeitete er für die Kurfürsten von Köln, zunächst für Max Emanuels Bruder Joseph Clemens und ab 1721 in Münster für Clemens August, Max Emanuels Sohn. Daher seine Aufenthalte in Bonn 1719 und 1734.

## Schaffen
Vivien gehört zu den bedeutendsten Pastellmalern. Ein Zeitgenosse nannte ihn bereits den „Van Dyck du siècle pour le pastel“. Er war der zweite Porträtist überhaupt, der sich auf die Pastellmalerei spezialisierte und damit eine Zulassung zur Académie royale de peinture et de sculpture erhielt. In München trug er den Titel Premier peintre des bayerischen Kurfürsten Max Emanuel.
Als Porträtist des europäischen Hochadels arbeitete er meist in Paris und an den Wittelsbacher Höfen in Brüssel, Bonn und München. In München wohnte und arbeitete er neben anderen Hofkünstlern in der Herzog-Max-Burg.

## Werke (Auswahl)

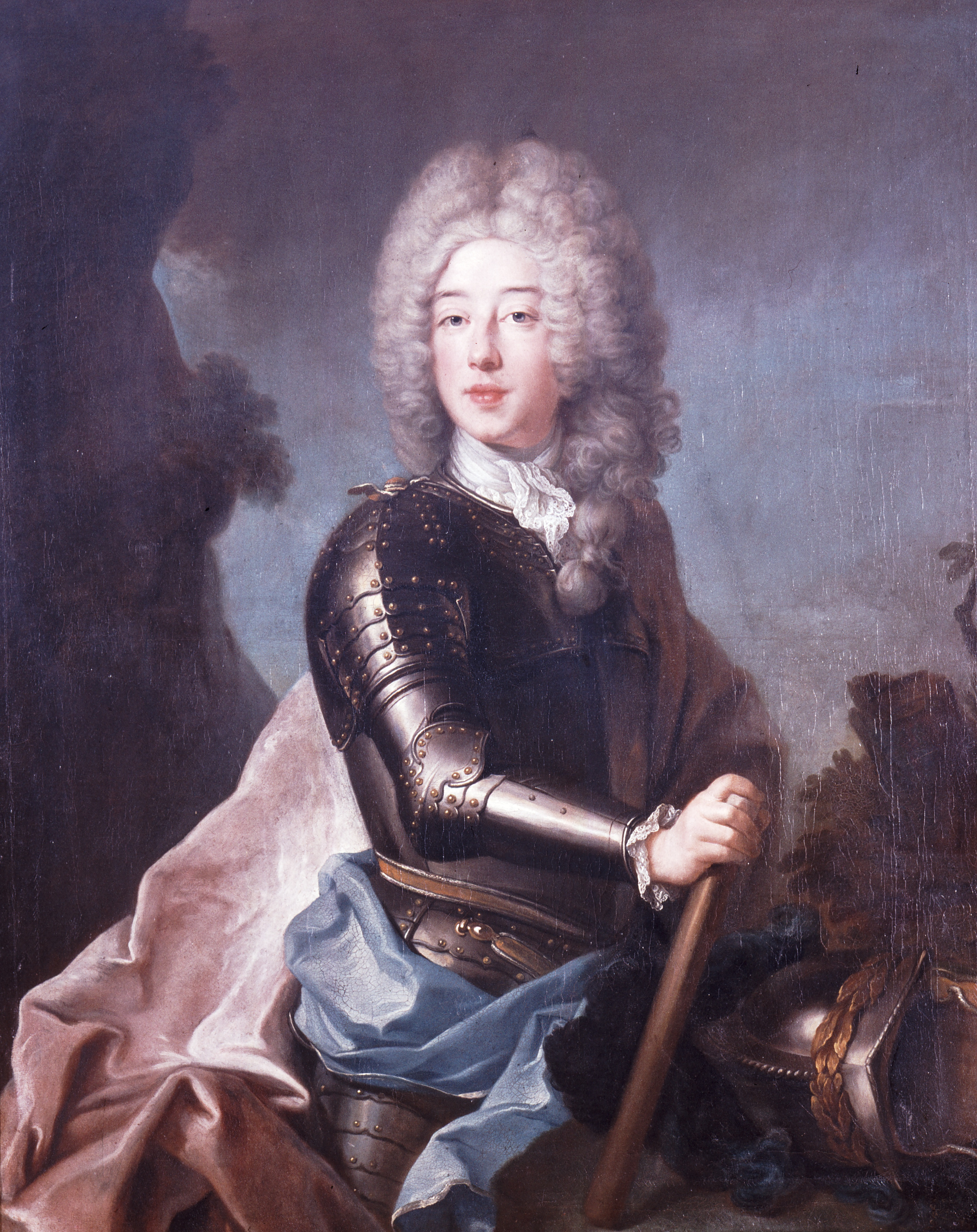
Prinz Philip Moritz von Bayern (1698–1719), Sohn des bayerischen Kurfürsten Max Emanuel

- Porträt des Bildhauers François Girardon. Paris, Louvre.
- Porträt des Architekten Robert de Cotte. Paris, Louvre.
- Selbstporträt. Florenz, Uffizien. (1699 im Auftrag des bayerischen Kurfürsten Max Emanuel für Cosimo III. Großherzog von Toskana gemalt.)
- Porträt des Kurfürsten Max Emanuel von Bayern, 1706, München, Residenzmuseum.
- Porträt des Kardinals Joseph Clemens von Bayern, Kurfürst von Köln. Valenciennes, Musée des Beaux-Arts.
- Porträt Karl Albrecht, Kurfürst von Bayern. München, Residenzmuseum.
- Porträt Agnes Le Louchier, Gräfin Arco. München, Bayerisches Nationalmuseum.
- Porträt François Fénelon, Erzbischof von Cambrai. München, Bayerische Staatsgemäldesammlungen, Alte Pinakothek
- Porträt Clemens August, Kurfürst und Erzbischof von Köln. Schloss Falkenlust bei Brühl.